# Tučepi
Gmina Tučepi (chorw. Općina Tučepi) – miasto i gmina w Chorwacji, w żupanii splicko-dalmatyńskiej. Oddalona jest o 5 km od Makarskiej. W 2011 roku liczyło 1931 mieszkańców.
Posiada plażę o długości około 3 km, która jest najdłuższa na Riwierze Makarskiej. Pierwsze wzmianki o miejscowości pochodzą z 1434 roku. Znajduje się w niej kościół pw. św. Jerzego z XIII wieku. Gospodarka gminy skupia się głównie na turystyce. Dzień miasta obchodzony jest 13 czerwca, natomiast do końca miesiąca odbywają się tradycjonalne spotkania dalmatyńskich klap.
W Tučepi swoją siedzibę mają takie kluby sportowe jak: NK Jadran (piłka nożna) i Vaterpolski klub Dupin (piłka wodna).